# Diversidad sexual en el Imperio otomano

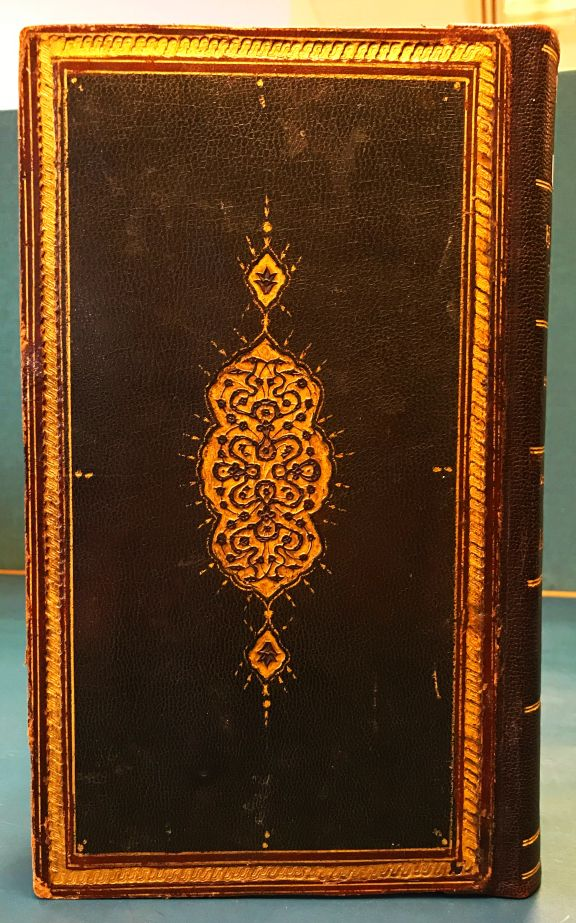
El manuscrito Hamse de Nev'îzâde Atâyî contiene varios relatos de historias morales y el último capítulo narra una historia sobre amantes masculinos del mismo sexo.

El Imperio otomano, que existió desde el siglo XIV hasta principios del siglo XX, tuvo un enfoque complejo y variado respecto a cuestiones relacionadas con la sexualidad y el género, incluyendo las de las minorías sexuales.
Conceptos como gay, lesbiana o transgénero no existían en la época otomana. La homosexualidad estaba de jure regida por una combinación de Qanun (ley sultánica) y leyes religiosas islámicas, lo que se traducía en perspectivas legalistas negativas, aunque con aplicación laxa o incluso inexistente. Por lo tanto, las perspectivas negativas raramente resultaban en sanciones legales, salvo raras excepciones. Las normas públicas mostraban expresiones de género fluidas (especialmente entre los varones jóvenes), y las actitudes hacia las relaciones entre personas del mismo sexo eran diversas, a menudo categorizadas por edad y roles esperados. La literatura y el arte se desarrollaron como medios significativos para discutir el género y la sexualidad, y los poetas otomanos exploraban abiertamente el amor entre personas del mismo sexo en las artes hasta el siglo XIX, cuando la occidentalización condujo a la estigmatización de la homosexualidad, lo que posiblemente influyó en la censura de ciertas escenas literarias.
El siglo XIX trajo cambios transformadores marcados por la occidentalización; estos cambios en su mayoría estigmatizaron la homosexualidad. El Código Penal otomano de 1858 es un momento decisivo, a menudo citado como un indicio de despenalización privada. Sin embargo, las leyes anteriores contra la homosexualidad rara vez eran invocadas por los otomanos, y esta liberalización llegó en medio de una heteronormatividad creciente y malestares sobre la expresión abierta de relaciones entre personas del mismo sexo entre hombres, lo que llevó a muchos estudiosos a cuestionar la validez del paradigma de «despenalización» aplicado al Imperio otomano.
Fuera de sus fronteras, la percepción de la homosexualidad en el Imperio Otomano se entrelazó con tropos orientalistas y de esa manera se perpetuaron estereotipos de perversión sexual en el discurso occidental. Esta representación reflejaba intentos de afirmar la superioridad moral de la cristiandad sobre el mundo islámico.

## Historia y estatus legal
El Imperio otomano tardío estaba gobernado por la autoridad del Qanun (ley sultánica), basada en la ley hanafí de la sharía. Aunque las perspectivas legales sobre la homosexualidad eran negativas, la persecución legal era poco común. Las percepciones públicas de los actos homosexuales y las normas de género eran variadas y a menudo ambivalentes; algunos actos eran vistos como más normativos que otros, y algunos podían ser celebrados en la literatura. Estas normas cambiaron drásticamente en el siglo XIX, durante la occidentalización y el colapso del imperio.
Mukhannathun (en árabe: مخنثون‎, «afeminados», «quienes se asemejan a mujeres», en singular mukhannath) era un término usado en el árabe clásico para referirse a hombres afeminados o personas de características sexuales ambiguas que parecían femeninas o desempeñaban roles sociales típicamente realizados por mujeres. Según el académico iraní Mehrdad Alipour, «en el período premoderno, las sociedades musulmanas eran conscientes de cinco manifestaciones de ambigüedad de género: esto puede verse a través de figuras como el khasi (eunuco), el hijra, el mukhannath, el mamsuh y el khuntha (hermafrodita/intersexual)». Aunque inicialmente se consideraba que los mukhannathun deseaban a las mujeres, luego se pensó que deseaban a los hombres y se asociaron con la homosexualidad, particularmente con el rol receptivo en las prácticas sexuales entre hombres.

### Período premoderno
Para los hombres, el término gulampare se usaba para referirse a los «amantes masculinos» (hombres que amaban a otros hombres), y zenpare para referirse a los «amantes de mujeres» (hombres que amaban a mujeres). Los conceptos de identidad «lesbiana» o «gay» no existían. En cambio, la identidad se basaba en roles sexuales, es decir, si uno era considerado activo o pasivo. Los adolescentes sin barba (emred) eran considerados sexualmente deseables y femeninos, lo que les permitía ser «penetrables» y objeto de deseo para hombres mayores. Will Roscoe y Stephen O. Murray sostienen que la división entre la variancia de género y la elección del objeto sexual ocurrió a principios del siglo XX. Hasta finales de la década de 1940, la minoría sexual se asociaba con ser un hombre no masculino o una mujer no femenina, mientras que aquellos considerados «normales» eran hombres masculinos y mujeres femeninas. Según ellos, esta visión histórica de la homosexualidad era común en el mundo musulmán, particularmente durante el período medieval (la Edad de Oro islámica).
En general, se permitía socialmente que los hombres adolescentes deseen a hombres mayores o mujeres. Después de la pubertad, se esperaba que desearan a chicos jóvenes o mujeres. Estar en ambos roles podría haber conducido a la censura social. Sin embargo, existe evidencia de que también ocurrieron relaciones entre personas del mismo sexo de tipo igualitario.
Guillaume de Vaudoncourt escribió que Ali Pasha (el gobernante de la Albania otomana entre 1788 y 1822) estaba «casi exclusivamente dedicado a los placeres socráticos y para este propósito mantenía un serrallo de jóvenes, de entre los cuales elegía a sus confidentes e incluso a sus principales oficiales»; se decía también que su hijo, Veli Pasha, compartía un «apetito por los muchachos». Aunque, en la mayoría de los casos, estas relaciones eran temporales, la Albania otomana de aquella época también tenía un concepto similar a las uniones entre personas del mismo sexo, tanto en las comunidades musulmanas como en las cristianas.

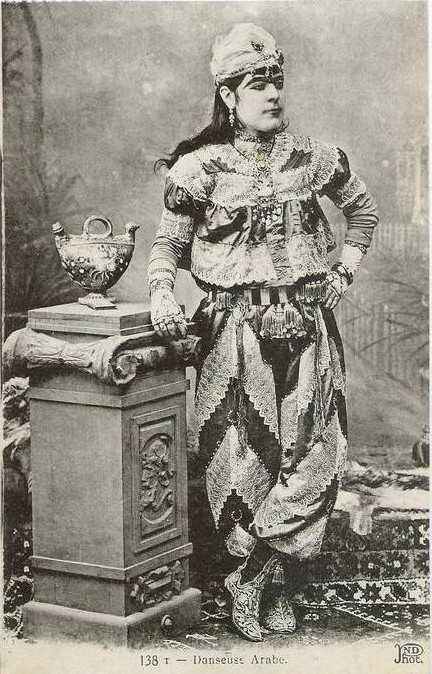
Un bailarín transformista del (köçek)

El concepto legal de género era binario, pero la expresión de género podía ser más fluida en algunos lugares y contextos. Köçek era un término para los bailarines masculinos; la musicóloga turca Şehvar Beşiroğlu señala que los köçekler (plural de köçek) eran típicamente jóvenes, guapos y afeminados. Solían vestirse con ropas femeninas y eran empleados como entretenedores. Se decía que los hombres que observaban a los köçekler enloquecían, rompían sus vasos, gritaban hasta quedarse sin voz, peleaban y, a veces, se mataban entre sí por la oportunidad de violar, acosar o, de otra manera, forzar a los jóvenes a la servidumbre sexual. Esta asociación con la explotación sexual resultó en la supresión de la práctica bajo el sultán Abdulmejid I. Como los roles de género y sexuales se confundían en este período, la identidad femenina del köçek se asociaba con el rol receptivo en el coito homosexual, el cual se percibía como femenino o feminizante.
En su obra La sexualidad en el Islam, Abdelwahab Bouhdiba menciona el hamam (los baños públicos) como un lugar donde los encuentros homosexuales podían tener lugar en general. Señala que algunos historiadores encontraron evidencia de los hamam como espacios de expresión sexual entre mujeres, lo cual creían era el resultado de la universalidad de la desnudez en estos lugares. Los hamam también han estado asociados con la homosexualidad masculina durante siglos y hasta el presente.

### Occidentalización
El siglo XIX trajo cambios complejos, marcados por una heteronormatividad creciente, a pesar de los cambios de jure que podrían considerarse liberalizadores. En 1858, la sociedad otomana reformó su Código Penal de manera similar al Código Penal francés de 1810. El Código Penal otomano de 1858 declara lo siguiente:
Art. 202—La persona que se atreva a cometer el acto abominable públicamente contrario a la modestia y el sentido del pudor será encarcelada por un período de tres meses a un año y se le impondrá una multa de una pieza de oro Mejidieh a diez piezas de oro Mejidieh.
Esta ley, que anuló fallos anteriores, a menudo se cita como una despenalización privada. Sin embargo, dado que las leyes anteriores rara vez se invocaban y que esta reforma se implementó en una época de creciente heteronormatividad, algunos han sostenido que el paradigma de 'criminalización-despenalización' es inapropiado para el Imperio otomano. Según Dror Ze'evi, la presión europea dio forma al siglo XIX, resultando en una reinterpretación del material cultural y las tradiciones locales. Los viajeros europeos denunciaron a los otomanos por sus supuestas «depravaciones» sexuales, y Ze'evi argumenta que las clases letradas del imperio respondieron «reinventando» sus propias normas sexuales. Se creó un nuevo discurso para afirmar un mundo otomano idealizado y heteronormativo que superaba a Europa en su supuesta «moralidad» sexual, mientras que se suprimían activamente las prácticas y discursos locales para alinearse con esta tradición inventada.Impulsado en gran parte por estos cambios, el contacto homosexual comenzó a disminuir a finales del siglo XIX, y el enfoque del deseo se trasladó hacia las niñas jóvenes. Ahmed Cevdet Pasha declaró:
«El número de amantes de mujeres (zendost) ha aumentado, mientras que los jóvenes amados (mahbub) han disminuido. Es como si la gente de Lot hubiera sido tragada por la tierra. El amor y la afinidad que, en Estambul, se dirigían notoriamente y por costumbre hacia los jóvenes ahora se han redirigido hacia las niñas, de acuerdo con el estado de la naturaleza».
Las investigaciones muestran que este declive está estrechamente relacionado con el aumento de la criminalización de la homosexualidad en el mundo occidental en esa época, lo que fue seguido por la represión de las minorías de género y sexuales.

## Literatura y arte

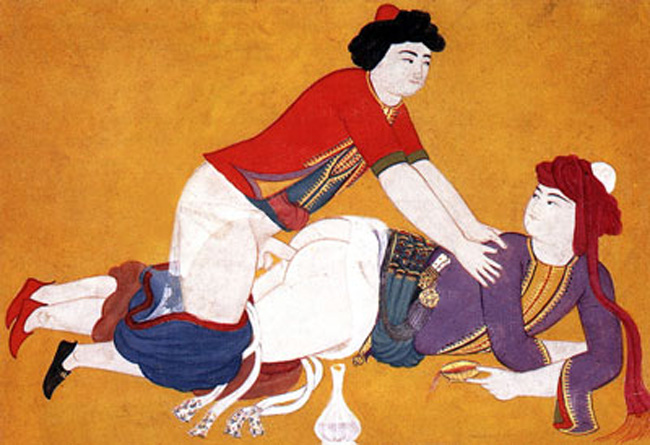
Una miniatura otomana del libro Sawaqub al-Manaquib que representa el sexo entre dos hombres.

La cultura literaria otomana, particularmente la poesía, discutía abiertamente el género y la sexualidad (incluyendo el amor y el deseo entre personas del mismo sexo) hasta el siglo XIX. Diversos poetas debatieron sobre la forma más hermosa de amor, ya fuera femenina o masculina. Algunos poetas se centraron únicamente en el amor entre hombres y mujeres, otros en el amor entre mujeres, y algunos solo en el amor entre hombres.
La forma más preferida de escritura y poesía en la cultura clásica era dentro de la literatura tradicional sufí, así como el gazel clásico. El amor de Dios a veces era comparado por poetas masculinos con el amor hacia otros hombres; Yahya bey Dukagjini declara en sus poemas que no le gusta el mas̲navī, que utiliza el amor por el sexo opuesto en lugar del amor por el mismo sexo como base de historias de amor. Según él, el amor homoerótico es superior y más puro que el amor entre géneros. Las metáforas homoeróticas en la poesía eran a menudo preferidas debido a la segregación de hombres y mujeres, pero esto no necesariamente expresaba deseos homosexuales.
Uno de los escritores más famosos de literatura homoerótica en el Imperio otomano fue Enderûnlu Fâzıl. Fâzıl escribió de forma erótica sobre la belleza de hombres de diferentes naciones en Hubânnâme (Libro de [hombres] bellos). Zenânnâme (Libro de mujeres) de Fâzıl describe las características de las mujeres de diferentes nacionalidades. Existía una creencia de larga data de que los poemas homoeróticos eran exclusivamente pederásticos. Aunque esta era la norma, también existían variaciones, incluyendo relaciones entre varones postpúberes de edades similares o de hombres jóvenes que asumían el rol activo en el coito anal. El poeta otomano del siglo XVIII Nev'îzâde Atâyî detalla relaciones entre personas del mismo sexo en su manuscrito Hamse. Hamse incluía historias de individuos dentro del Consejo imperial, y discutía los valores sociales del siglo, así como los códigos morales y éticos. Presenta a dos personajes jóvenes que viajan por mar a Egipto antes de ser capturados y esclavizados por soldados europeos. Mientras están esclavizados, los secuestradores europeos se enamoraban de sus prisioneros. Este tipo de imágenes homoeróticas también son típicas de las pentalogías hamse, que incluían miniaturas eróticas de escenas sexuales.
La homosexualidad en el Imperio otomano no era solo entre hombres. Aunque era menos visible, la sexualidad entre mujeres también ha sido tema de poesía. En los poemas de poetas femeninas, generalmente no está claro si el amante es una mujer o un hombre. Mihri Hatun, una poeta altamente educada y soltera, escribió un poema en el que finge ser un hombre enamorado de una mujer. Algunos interpretan esto como una expresión de su propio amor por las mujeres.

## Percepciones occidentales
En Occidente, las representaciones homoeróticas del Oriente (incluido el Imperio otomano) se han considerado un aspecto del orientalismo literario, lo cual ha hecho difícil la discusión occidental sobre la identidad de género y sexual en el Islam.
El historiador inglés Edward Shepherd Creasy escribió en 1835 que «se convirtió en práctica turca conseguir mediante tratado, compra, fuerza o fraude bandas de los niños más hermosos de los cristianos conquistados que fueron colocados en los palacios del Sultán, sus visires y pachás, bajo el título de pajes, pero demasiado a menudo realmente para servir como objetos indefensos de abominación». En 1913, Albert Howe Lybyer afirmó que «el vicio cuyo nombre proviene de Sodoma era muy prevalente entre los otomanos, especialmente entre aquellos en posiciones altas».
Si bien algunos observadores occidentales como Lady Mary Wortley Montagu (1689-1762), embajadora británica en el Imperio otomano, negaron que se produjera actividad sexual lésbica en los hammams (los baños públicos tradicionales segregados por género); otros observadores también hicieron afirmaciones de prácticas sexuales lésbicas en los serrallos otomanos o harenes. Esto se debía en parte a percepciones occidentales de los otomanos como propensos a la perversión sexual, pero también surgía de la crítica a la segregación de género en la sociedad otomana, y muchos aspectos de la actividad entre personas del mismo sexo se atribuían a la homosexualidad situacional.
Al funcionario otomano Mehmet Cemaleddin Efendi le ofrecieron prostitutos masculinos durante su estancia en París entre 1903 y 1906 por sus anfitriones, quienes pensaban que, al ser turco, estaría interesado. Esto lo incomodó, y más tarde escribió que las calles de París tenían «1500 chicos ocupados exclusivamente en la sodomía» con su disponibilidad y precios anunciados en tarjetas impresas, lo cual era mucho más evidente en Francia que en cualquier lugar del Imperio otomano. Esta percepción alteró las normas y actitudes sociales (incluida la presentación del deseo entre personas del mismo sexo en la literatura) mientras el Imperio otomano buscaba occidentalizarse. Con la occidentalización del Imperio otomano, la homosexualidad comenzó a ser considerada en la sociedad otomana del siglo XIX como una forma desviada de expresión sexual. También es posible que algunas escenas literarias de naturaleza homosexual fueran eliminadas por censuradores en una fecha posterior, cuando la heterosexualidad se convirtió en norma en la sociedad otomana.
En Occidente, las versiones de la obra de Rumi por Coleman Barks popularizaron su literatura gazel. Sin embargo, en años recientes estas versiones han sido criticadas por su inexactitud, según los expertos en traducción y literatura comparada Omid Azadibougar y Simon Patton, quienes afirman que tienen el efecto de «reducir lo divino a lo sexual», así como por ignorar el contexto cultural en sus versiones de la obra de Rumi. El traductor Dick Davis también señala la dificultad de traducir la poesía en lengua persa al inglés debido a la falta de pronombres de género en el persa.
La homosexualidad se discutía en los bāhnāmes («tratados en parte médicos, en parte eróticos»), con un enfoque específico en la homosexualidad masculina, incluidos los adoptados por el erudito Mehmed Gazâlî, adaptados para el príncipe Şehzade Korkut, hijo del sultán Bayezid II. La composición original, Alfiyya va Shalfiyya, fue encargada por el selyúcida Toghan-Shah, descrita por Joseph von Hammer-Purgstall como una obra «sotádica» de renombre (en referencia a una zona geográfica en la que la pederastia supuestamente es prevalente y celebrada entre los habitantes indígenas).